# 東口順昭
東口順昭（1986年5月12日—），日本足球運動員，日本國家足球隊成員，現效力日職球隊大阪飛腳，司職守門員。

## 俱樂部生涯
1986年5月12日出生于大阪，東口順昭出自大阪飞脚青训，与本田圭佑、家長昭博等人同期，但没有升入一线队。读完中学先后又完成福井工业大学和新潟管理大学的学业，然后他加入了新潟天鹅，成为了一名职业球员。
加盟新潟第二个赛季就成为主力，帮助新潟成为日职联赛防守最出色的球队之一。2011赛季，東口順昭一度入选日本代表名单，但此后不幸两次遭遇右腿前十字韧带重伤。
新潟天鹅官方宣布门将东口顺昭正式转会到大阪飞脚。此次转会也让东口顺昭回到了家乡大阪。在2016年至2018年期間，大阪飞脚沒有贏得任何獎盃，然而，東口順昭仍然是無可爭議的首選門將；他在2016賽季中一直出場，但在2017年和2018賽季分別因傷缺席了1場和5場聯賽。

## 國家隊生涯
他曾经代表日本队参加过2007年曼谷大学生运动会，2011年亚洲杯他是大名单成员，但是并未参赛。
2015年东亚杯日本与中国战成1-1，东口顺昭在比赛中完成了他日本国家队的首秀。
东口顺昭近年来一直是日本国家队的替补门将人选，上个月还随队去到了比利时踢热身赛。
在2018年夏天入选日本国家足球队征战2018年世界杯，但并未获得出场机会。
2019年亚洲杯入选，因为受伤将首发机会让给了权田修一和丹尼尔·施密特。

## 外部連結
- National Football Teams （页面存档备份，存于）
- ガンバ大阪による公式プロフィール
- 日本職業足球聯賽中的東口順昭 （日語）
- 東口順昭的X（前Twitter）
- 東口順昭的Instagram帳戶